# CG-2
De CG-2 (Carretera General 2) of Carretera de França is een hoofdweg in Andorra. De weg verbindt de hoofdstad Andorra la Vella met de Franse N22 richting Toulouse en Perpignan. De CG-2 is ruim 32 kilometer lang.
In 2002 is de Envaliratunnel geopend tussen de Valira-vallei en de Franse grens. De tunnel is twee kilometer lang en heeft één tunnelbuis voor beide richtingen.

## Zijtakken
De volgende CS-wegen (carreteras secundarias) zijn zijtakken van de CG-2:
| Nummer | Lengte | Verloop                                                                                                 |
| ------ | ------ | --- |
| CS-200 | 6,5 km | Escaldes-Engordany (CG-2) - CS-100 - CS-101 - Sant Miquel d'Engolasters - Estany d'Engolasters (CS-221) |
| CS-210 | 7 km   | Encamp (CG-2) - Vila - Collada de Beixalís (CS-310)                                                     |
| CS-220 | 6,5 km | Encamp (CG-2) - CS-221 - Els Cortals                                                                    |
| CS-221 | 3 km   | CS-220 - Estany d'Engolasters (CS-200)                                                                  |
| CS-230 | 1 km   | CG-2 - Meritxell                                                                                        |
| CS-240 | 9 km   | Canillo (CG-2) - Coll d'Ordino (CS-340)                                                                 |
| CS-250 | 1 km   | Canillo (CG-2) - CS-251 - Prats                                                                         |
| CS-251 | 2,5 km | CS-250 - El Forn                                                                                        |
| CS-260 | 4 km   | El Tarter (CG-2) - Ransol (CS-261) - CS-262 - Coma de Ransol                                            |
| CS-261 | 1 km   | Ransol (CS-261) - Els Plans                                                                             |
| CS-262 | 2 km   | CS-260 - boven El Tarter                                                                                |
| CS-270 | 4 km   | Incles (CG-2) - La Baladosa - Vall d'Incles                                                             |
| CS-280 | 1,5 km | CG-2 - Grau Roig                                                                                        |

CG-1 · CG-2 · CG-3 · CG-4 · CG-5 · CG-6